# Kenzo Ohashi
Kenzo Ohashi (大橋 謙三 Ohashi Kenzo?,  21 de abril de 1934 en Hiroshima - 21 de diciembre de 2015) fue un futbolista japonés que se desempeñaba como delantero.
En 1958, Ohashi jugó para la selección de fútbol de Japón. Ohashi fue elegido para integrar la selección nacional de Japón para los Juegos Asiáticos de 1958.

## Trayectoria

### Clubes
| Club            | País  | Año         |
| --------------- | ----- | ----------- |
| Yuasa Batteries | Japón | ???? - ???? |
| Toyo Industries | Japón | ???? - 1967 |

### Selección nacional
| Selección | País  | Año  |
| --------- | ----- | ---- |
| Absoluta  | Japón | 1958 |

## Estadística de equipo nacional
| Selección de Japón | Selección de Japón | Selección de Japón |
| Año                | Part.              | Goles              |
| ------------------ | ------------------ | ------------------ |
| 1958               | 1                  | 0                  |
| Total              | 1                  | 0                  |

## Palmarés

### Títulos nacionales
| Título              | Club            | País  | Año  |
| ------------------- | --------------- | ----- | ---- |
| Japan Soccer League | Toyo Industries | Japón | 1965 |
| Copa del Emperador  | Toyo Industries | Japón | 1965 |
| Japan Soccer League | Toyo Industries | Japón | 1966 |
| Japan Soccer League | Toyo Industries | Japón | 1967 |
| Copa del Emperador  | Toyo Industries | Japón | 1967 |